# Lỗ Cảnh công
Lỗ Cảnh công (chữ Hán: 魯景公, trị vì 343 TCN-323 TCN), tên thật là Cơ Yển (姬匽), là vị vua thứ 33 của nước Lỗ - chư hầu nhà Chu trong lịch sử Trung Quốc.
Cơ Yển là con của Lỗ Khang công, vị vua thứ 32 của nước Lỗ. Năm 344 TCN, Lỗ Khang công qua đời, ông lên nối ngôi, tức Lỗ Cảnh công.
Sử ký không ghi rõ những hành trạng của ông và các sự kiện liên quan đến nước Lỗ trong thời gian ông ở ngôi.
Năm 323 TCN, Lỗ Cảnh công qua đời. Ông ở ngôi 21 năm. Con ông là Cơ Thúc lên kế vị, tức Lỗ Bình công.